# Бердичевский, Борис Ефимович
Борис Ефимович Бердичевский (1913—2012) — советский инженер-конструктор и учёный в области надёжности аппаратуры систем управления ракетно-космической техники, доктор технических наук (1958), профессор (1962). Участник осуществления запуска Первого в Мире искусственного спутника Земли — космического аппарата «Спутник-1» (1957) и подготовки и осуществления полёта первого в мире космического корабля-спутника Восток с человеком на борту (1961). Главный научный сотрудник НПЦАП.

## Биография
Родился 19 января 1913 года в Москве.

### Образование и начало деятельности
С 1928 по 1932 год работал на заводе «Мосштамп» в должности слесаря. С 1932 по 1937 год обучался в Московском энергетическом институте. С 1937 по 1941 год на научно-исследовательской работе в Центральном аэрогидродинамическом институте в должностях инженера и старшего инженера.

### ВЛётно-исследовательском институте
С 1941 по 1950 год на научно-исследовательской работе в Лётно-исследовательском институте НКАП — МАП в должностях: старший инженер и руководитель отдела ремонта и эксплуатации. С 1945 по 1948 год Б. Е. Бердичевский в составе группы специалистов был направлен в Германию, где изучал опыт производства авиационной промышленности. Б. Е. Бердичевский занимался производством спецоборудования для различных типов самолётов, в 1949 году был участником лётно-конструкторских испытаний поршневого стратегического бомбардировщика «Ту-4».

### ВНИИ-885—НПЦАПи участие в создании ракетно-космической техники
С 1950 года на научно-исследовательской работе в НИИ-885 (с 1963 года — НИИ автоматики и приборостроения, с 1992 года — НПО автоматики и приборостроения) в должностях: старший научный сотрудник, с 1960 по 1984 год — руководитель лаборатории, заместитель главного конструктора Н. А. Пилюгина по системам управления и ведущий специалист ракетно-космической отрасли по вопросам надёжности аппаратуры систем управления ракетно-космической техники, с 1984 по 1993 год —главный научный сотрудник этого института.
Б. Е. Бердичевский был одним из организаторов разработки и испытания аппаратуры систем управления ракетно-космической техники, в том числе для баллистической оперативно-тактической ракеты «Р-2», многоступенчатой межконтинентальной баллистической ракеты «Р-7», благодаря которой в 1957 году был запущен Первый в мире искусственный спутник Земли — космический аппарат «Спутник-1» и в 1961 году осуществления полёта первого в мире космического корабля-спутника «Восток» с Ю. А. Гагариным. В дальнейшем Б. Е. Бердичевский занимался разработкой и испытаниями автомата управления дальностью с электролитическим интегратором ускорений для двухступенчатой жидкостной межконтинентальной баллистической ракете «Р-9А», жидкостной одноступенчатой баллистической ракеты средней дальности «Р-12»,  «Р-14» и «Р-16» являясь членом Государственных комиссий по испытаниям и доводке этих ракет.
21 декабря 1957 года «закрытым» Указом Президиума Верховного Совета СССР «За создание и запуск Первого в мире искусственного спутника Земли» Б. Е. Бердичевский был награждён орденом «Знак Почёта».
17 июня 1961 года «закрытым» Указом Президиума Верховного Совета СССР «За успешное выполнение специального задания Правительства СССР по созданию образцов ракетной техники, участие в подготовке и осуществлении полёта первого в мире космического корабля-спутника Восток с человеком на борту» Б. Е. Бердичевский был награждён орденом Ленина.

### Научно-педагогическая деятельность вВЗЭИ
С 1962 по 1994 год помимо научной занимался и педагогической деятельностью во Всесоюзном заочном энергетическом институте в должности профессора по кафедре автоматики и управления. В 1958 году решением ВАК СССР Б. Е. Бердичевскому без защиты диссертации была присуждена учёная степень доктор технических наук, а в 1962 году было присвоено учёное звание — профессор. Б. Е. Бердичевский являлся автор более семидесяти научных трудов, в том числе трёх монографий, так же автор воспоминаний Траектория жизни : люди, самолёты, ракеты (М. : Аграф, 2005. — 318 с. — ISBN 5-7784-0309-7).

### Смерть
Скончался 7 февраля 2012 года в Москве, похоронен на Даниловском кладбище.

## Награды
- Орден Ленина (17.06.1961)
- два Орден Трудового Красного Знамени
- Орден «Знак Почёта» (21.12.1957)[1][2]